# Coleophora santolinella
Coleophora santolinella is een vlinder uit de familie kokermotten (Coleophoridae). De wetenschappelijke naam is voor het eerst geldig gepubliceerd in 1890 door Constant.
De soort komt voor in Europa.